# Sobreda
Sobreda ist ein Ort und eine ehemalige Gemeinde auf der Halbinsel von Setúbal in Portugal.

## Geschichte
Erstmals dokumentiert wurde der heutige Ort unter dem Namen Suvereda durch den Chronisten Fernão Lopes, in seinen Berichten über den Angriff des Heerführers Nuno Álvares Pereira auf Almada 1384.
Sobreda wurde 1472 Teil der neugegründeten Gemeinde Caparica.
Seit dem 4. Oktober 1985 ist Sobreda eine eigenständige Gemeinde im Kreis Almada.
Am 20. Mai 1992 wurde Sobreda zur Kleinstadt (Vila) erhoben.

## Verwaltung
Sobreda war Sitz einer gleichnamigen Gemeinde (Freguesia) im Kreis (Concelho) von Almada im Distrikt Setúbal. In der Gemeinde lebten 15.053 Einwohner auf einer Fläche von 6,17 km² (Stand 30. Juni 2011).
Die Gemeinde bestand nur aus dem namensgebenden Ort.
Mit der Gebietsreform vom 29. September 2013 wurden die Gemeinden Sobreda und Charneca de Caparica zur neuen Gemeinde União das Freguesias de Charneca de Caparica e Sobreda zusammengefasst.

## Persönlichkeiten
- Ricardo Horta (* 1994), Fußballspieler